# 拉塞爾島 (努納武特)
74°00′N 98°25′W / 74.000°N 98.417°W

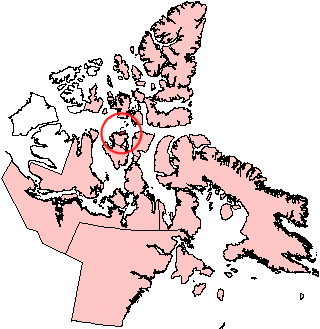

拉塞爾島是加拿大的島嶼，屬於北極群島的一部分，由基吉柯塔魯克地區負責管轄，長57公里、寬20公里，面積940平方公里，最高點海拔高度248米，島上無人居住。